# Piotr Mikuła
Piotr Mikuła (ur. 7 czerwca 1976 w Gnieźnie) – polski hokeista na trawie, olimpijczyk z Sydney 2000.

## Kariera
Zawodnik grający na pozycji napastnika. Reprezentował kluby: Start Gniezno, Pocztowiec Poznań z którym to klubem wywalczył tytuł mistrza Polski na otwartym stadionie w latach 1995, 1998 oraz w hali w latach 1995, 1996, 1998, 1999. W roku 1998 zajął 3. miejsce w halowym Pucharze Europy Mistrzów Krajowych i w Pucharze Zdobywców Pucharów w roku 1999.
W roku 2001 jako reprezentant klubu RSV Rheydt Mönchengladbach zdobył Puchar Niemiec a w 2002 zajął 3. miejsce w Pucharze Europy Zdobywców Pucharów.
W reprezentacji Polski rozegrał 197 meczów zdobywając w nich 84. bramki.
W roku 1996 zdobył z młodzieżową reprezentacją Polski tytuł halowego mistrza Europy.
W 1999 i 2006 roku wywalczył srebrny medal halowych mistrzostw Europy seniorów, a w roku 2001 na mistrzostwach w Lucernie wywalczył brązowy medal.
Uczestnik mistrzostw Europy na otwartym stadionie w Dublinie (1995), gdzie Polska zajęła 6. miejsce oraz Padwie (1999) - 9. miejsce.
Uczestnik mistrzostw świata w Utrechcie (1998), gdzie Polska zajęła 12. miejsce.
Na igrzyskach w Sydney był członkiem polskiej drużyny, która zajęła 12. miejsce. W klasyfikacji najlepszych strzelców turnieju olimpijskiego zajął ex aequo 4 miejsce, zdobywając 5 bramek.
Wywalczył dwa srebrne medale podczas halowych mistrzostwa świata w  2003 roku w Lipsku oraz w 2007 roku w Wiedniu.

## Odznaczenie
- Złoty Krzyż Zasługi (2007)[9][10]